# Козарищук Данило Михайлович
Данило Михайлович Козарищу́к (нар. ? в Радівцях на Буковині — пом. 16 квітня 1900)  — український і австро-угорський журналіст, редактор-видавець клерикального журналу «Наука» (виходив у Відні), що орієнтувався на російське православ'я. Брат етнографа і письменника Василя Козарищука.
Іван Наумович передав Козарищуку редагування журналу «Наука».

## До життєпису
Козарищук зазнавав адміністративних переслідувань з боку австрійської влади, а його видання — неодноразових конфіскацій. Був арештований у Відні 21 грудня 1892, але швидко випущений.
Похований у Відні.

## Окремі публікації
- Данило Козарищук «Із буковинських карпатських гор» / Наука (Відень) Том. 18 . NN 6-12 (червень-грудень 1889)
- Устав ссудо-сберегательного общества, реестрованного товарищества сь ограниченною порукою (Відень, 1890)